# علي يار كندي
علي يار كندي هي قرية في مقاطعة مياندوآب، إيران. يقدر عدد سكانها بـ 378 نسمة بحسب إحصاء 2016.